# Єликаєво
Єлика́єво (рос. Елыкаево) — село у складі Кемеровського округу Кемеровської області, Росія.

## Населення
Населення — 2748 осіб (2010; 2437 у 2002).
Національний склад (станом на 2002 рік):
- росіяни — 93 %